# Portugalské escudo
Portugalské escudo bylo měnou v Portugalsku velkou část 20. století (1911 – 2000). Jeho ISO 4217 kód byl PTE. Jedno escudo bylo tvořeno 100 centavos.

## Historický vývoj portugalských měn

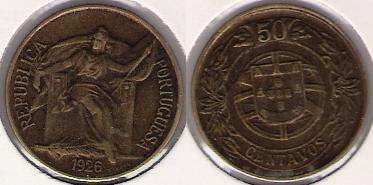
50 centavos, ročník 1926

Už od středověku se v Portugalsku a jeho koloniích používal jako platidlo portugalský real.
5. října 1910 proběhla v Portugalsku revoluce, která sesadila portugalského krále Manuela II. Portugalsko se stalo republikou a nová vláda chtěla odstranit měnu s monarchistickou minulostí. Proto 22. května 1911 zavedla escudo, které nahradilo real ve směnném poměru 1000 realů = 1 escudo. Od 1.1. 1999 platilo na portugalském území euro jako kreditní peníze, od 1.1. 2002 je euro používáno i jako hotovostní peníze. Mince a bankovky escuda ale byly v oběhu až do 28. února 2002.

## Mince a bankovky
- Mince v oběhu měly hodnoty 1, 5, 10, 20, 50, 100 a 200 escudů. Po zavedení eura bylo možno vyměnit mince escuda u portugalské národní banky do 31. prosince 2002.
- Bankovky escuda byly tisknuty v hodnotách 500, 1000, 2000, 5000 a 10000 escudů. Bankovky escuda bylo možné vyměnit za bankovky eura do 28. února 2022 u portugalské národní banky.